# Wu yan
Wu yan (en xinès: 無言) és una pel·lícula xinesa del 2012 dirigida per Simon Chung. És el tercer llargmetratge del director. Les seves pel·lícules anteriors són Innocent, estrenada el 2005, i Oi do chun, el 2009. La pel·lícula es va estrenar al 26è Festival de Cinema Lèsbic i Gai de Londres, el 28 de març de 2012.

## Argument
El film narra les accions d'un francès mut que és trobat nu per les ribes d'un riu a Wuhan, a la Xina continental. És rescatat i enviat a un hospital local, on és tractat per un infermer que el cuida i més tard descobreix els secrets del seu passat.